# 费利克斯·豪斯多夫
費利克斯·豪斯多夫（德語：Felix Hausdorff，1868年11月8日—1942年1月26日），德國數學家。他是拓撲學的創始人之一，並且對集合論和泛函分析都貢獻不少。他定義和研究偏序集、豪斯多夫空間和豪斯多夫維，證明豪斯多夫极大定理。他以筆名Paul Mongré出版哲學和文學作品。
豪斯多夫生於布雷斯勞，在萊比錫學習數學並任教，直至1910年獲聘往波昂任數學教授。納粹當權後，他想縱然自己是猶太人，但他是受敬重的大學教授，應可免於迫害。但他的抽象數學研究，被批評為屬「猶太人」的，沒用而且「非德國」，令他在1935年失去教席。1942年，當他知悉要被送往集中營，他與妻子和妻子的一名姊妹服毒自盡。